# Luino
Luino (Lüìn in dialetto varesotto), detta Luvino fino al 1889, è un comune italiano di 13 977 abitanti della provincia di Varese in Lombardia. La città, che si affaccia sulla sponda orientale del Lago Maggiore o Verbano, anche soprannominata "Costa Fiorita", è nota soprattutto per ospitare ogni mercoledì un noto mercato, che coinvolge tutto il centro della città ed è un'attrazione turistica.
È un centro importante per il turismo e per l'economia dell'alto Varesotto. Confina a est con la Svizzera, tramite il valico di Fornasette.

## Geografia fisica

### Territorio
Il territorio del comune è circa 220 metri sul livello del mare. Dista circa 23 km da Varese, capoluogo dell'omonima provincia a cui il comune appartiene.

### Clima
Il clima di Luino, come quello di tutto il bacino nord del Lago Maggiore, è estremamente piovoso. Le precipitazioni medie annue si assestano tra i 1800 e i 2500 mm nel territorio comunale. Tali valori di precipitazione sono circa il doppio di quelli registrati nella città di Milano e il triplo delle medie delle altre località della Pianura Padana. L'irraggiamento solare è uno dei più bassi d'Italia, con una media di appena 4736 MJ/m2.

## Geografia antropica
Frazioni
Colmegna, Poppino, Longhirolo, Creva, Voldomino con Biviglione.
Località
Carnella, Villaggio Menotti, Cattel, Moncucco, Pianazzo, Motte, Poppino, Cucco, Trebedora, Brughiere, Valdo, Bonga, Gaggio.

## Storia
Già antico borgo medievale di origine romana, (necropoli del III secolo sono state ritrovate dove ora si trova la stazione ferroviaria, che ebbe, in passato, grande importanza: prima della nascita dell'asse Como-Chiasso, era, infatti, passaggio obbligato per il San Gottardo). Luino è citata per la prima volta in documentazioni ufficiali risalenti al 1169 con il nome di Luvino, che deriverebbe dal nome proprio Luvinum e si mantenne sino a quando il regio decreto 27 gennaio 1889, N. 5932, rese ufficiale l'attuale denominazione.

Si tratta di una cittadina collocata a pochi chilometri dal confine svizzero, sui declivi prealpini che circondano il Lago Maggiore. Ernest Hemingway scrive in Addio alle armi: 
Nel corso del Medioevo fu oggetto di contesa tra potenti famiglie milanesi e comasche, riuscendo, tuttavia, pur sempre a difendere la sua libertà ed autonomia comunale. Fu occupata nel 1512 dagli Svizzeri, ma fu poi riconquistata nuovamente dagli Sforza nel 1515. Carlo V nel 1541 le assegnò il diritto di mercato, in alternanza a quello di Maccagno che fino ad allora aveva goduto dell'esclusiva; la concessione venne confermata nel 1786 e vide Luino vincente su Laveno che aspirava ad ottenere la stessa prerogativa. Il mercato si tiene attualmente, e da molti anni, il mercoledì di ogni settimana. Nel 1821 fu eletto per la prima volta il Consiglio comunale.
Nel 1848 i patrioti piemontesi sbarcarono qui per far insorgere la cittadina contro l'occupazione straniera e Garibaldi si scontrò alla Luina contro gli Austriaci. La città nel 1867, dedicò al generale nizzardo il suo primo monumento italiano, quando egli era, tra l'altro, ancora in vita.
Nel 1882 fu inaugurata la linea ferroviaria internazionale che allacciò Luino a Bellinzona, capitale del Canton Ticino. La locale stazione divenne quindi un punto di transito internazionale, specialmente per le merci che scendevano dalla Mitteleuropa, attraverso la galleria ferroviaria del San Gottardo, per dirigersi al porto di Genova. Il miglioramento dei collegamenti (pur se mai pienamente attuato a fronte dei moltissimi progetti formulati) promosse, nella seconda metà dell'Ottocento, una vivace e prolifica industrializzazione nel territorio del Luinese.

### Simboli
Stemma e gonfalone

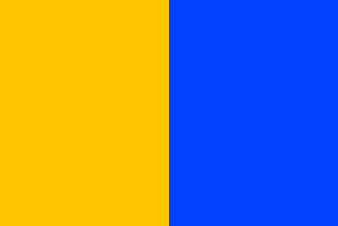
La bandiera del comune

Lo stemma e il gonfalone sono stati concessi con decreto del presidente della Repubblica del 27 aprile 1970.

Il gonfalone comunale

nero, coronata dello stesso. Ornamenti esteriori da Città.»
Bandiera

## Monumenti e luoghi d'interesse

### Architetture religiose

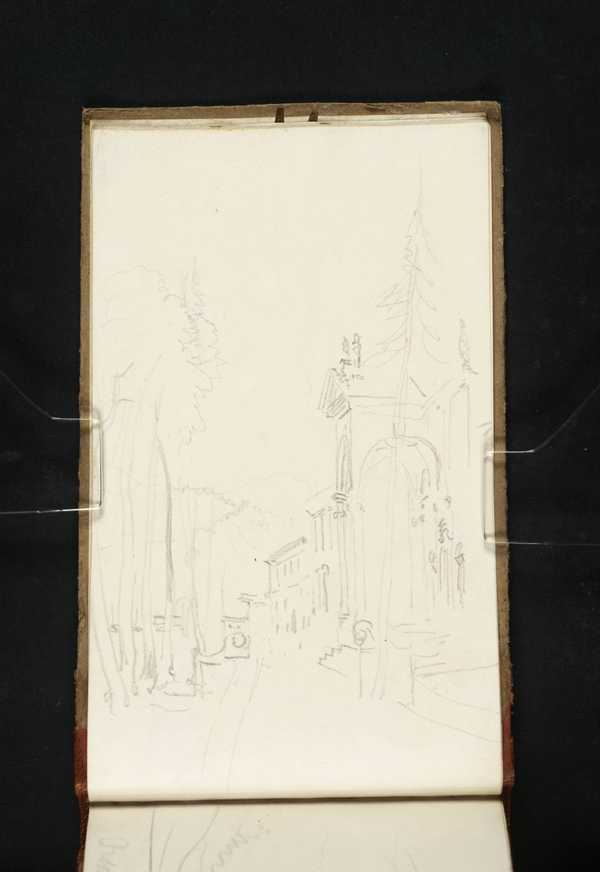
Chiesa di San Giuseppe a Luino, Lago Maggiore, disegno di William Turner, 1819

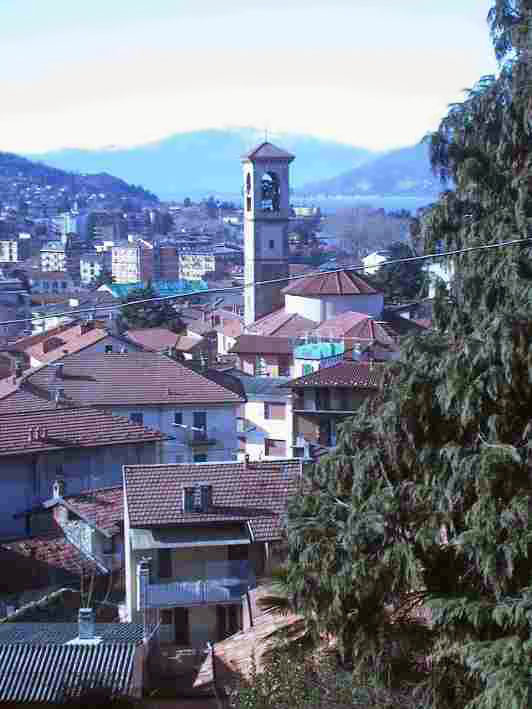
Veduta aerea di Luino con in primo piano la chiesa di San Pietro e Paolo.

- Chiesa prepositurale di San Pietro e Paolo
- Chiesa di San Pietro
- Chiesa di San Giuseppe, è presente un organo tardo barocco del 1683, subì un restauro ad opera di Vincenzo Mascioni e figli ai primi del Novecento.
- Santuario della Madonna del Carmine, è presente un organo del 1857 di Francesco Camisi, in stile neoclassico
- Chiesa di Santa Caterina (in località Colmegna)
- Chiesa di Santa Maria Assunta (in località Voldomino)
- Chiesa di San Biagio (in località Voldomino)
- Chiesa di Nostra Signora di Lourdes (in località Creva)
- Chiesa S. Maria Immacolata Motte
- Chiesa B.V. Addolorata Pianazzo
- Chiesa B.V. Carmelo Longhirolo
- Chiesa B.V. Rosario Roggiolo

### Altri luoghi di interesse
- Palazzo Verbania, edificio Liberty dei primi del '900 che si affaccia sul lago, da poco riaperto dopo alcuni anni di restauro
- Palazzo Crivelli Serbelloni, sede del municipio, eretto dal 1775 dall'architetto Carlo Felice Soave, rimasto incompiuto
- Villa Hussy
- Statua di Garibaldi, opera dello scultore Alessandro Puttinati: oltre ad essere la prima ad essergli stata dedicata in Italia, è stata eretta nel 1867 quando l'eroe dei due mondi era ancora in vita.

A Luino è presente il sentiero naturalistico 3V.

## Società

### Evoluzione demografica
- 1 200 nel 1751
- 1 446 nel 1805
- 2 604 dopo annessione di Germignaga e Voldomino nel 1809
- 2 258 nel 1853

Abitanti censiti

### Etnie e minoranze straniere
Secondo i dati ISTAT al 31 dicembre 2010 la popolazione straniera residente era di 1 039 persone.
Le nazionalità maggiormente rappresentate in base alla loro percentuale sul totale della popolazione residente erano:
- Marocco 179 - 17,23%
- Albania 124 - 11,93%
- Romania 102 - 9,82%
- Svizzera 85 - 8,18%
- Germania 84 - 8,08%
- Ucraina 75 - 7,22%

## Cultura

### Istruzione
- Liceo Scientifico "Vittorio Sereni" di Luino
- ISIS Città di Luino "Carlo Volontè"
- Istituto Comprensivo Statale Bernardino Luini, scuola secondaria di I grado
- Istituto Paritario Parrocchiale Maria Ausiliatrice, asilo nido, scuola dell'infanzia, scuola primaria, scuola secondaria di I grado

#### Musei
- Museo ferroviario del Verbano[13]
- Palazzo Verbania, sede di mostre temporanee e degli archivi dedicati a Piero Chiara e Vittorio Sereni.

Luino è zona archeologica. Qua sono stati infatti rinvenuti reperti dell'età del Bronzo.

#### Cinema
- Luino è la città dove Alberto Lattuada ha girato Venga a prendere il caffè... da noi, e Marco Vicario alcune scene di Il cappotto di Astrakan, film tratti da due romanzi di Piero Chiara, scrittore nativo di Luino.
- Nell'estate del 2013 Luino è stata la principale location del film Il pretore diretto da Giulio Base. Nel cast figurano Francesco Pannofino, Sarah Maestri (luinese), Eliana Miglio (luinese anch'essa), Mattia Zaccaro Garau, Max Cavallari e Debora Caprioglio. Lo studio del pretore, in particolare, è stato allestito nei locali del Municipio. Particolarità della pellicola è stato il massiccio coinvolgimento della cittadinanza: moltissimi luinesi sono stati infatti reclutati come comparse del film uscito nel 2014. La prima visione del film è stata fatta a Roma il 2 aprile 2014 mentre il giorno successivo la pellicola è stata proiettata per la prima volta al Cinema Sociale di Luino con la presenza del cast e del regista.

### Cucina
Prodotti tipici:
- Formaggella del Luinese (DOP)
- Vini Ronchi Varesini (IGT)

## Economia

### Frontalierato
La vicinanza col confine italo-elvetico fa sì che Luino sia fortemente interessata dal frontalierato, cioè dalla presenza di lavoratori italiani che si recano giornalmente in Svizzera per lavoro.

### Industria
Tra la fine del XIX secolo e gli inizi del XX Luino era una città fortemente industrializzata, soprattutto nel settore tessile, agevolato dalla grande disponibilità d'acqua. Molti furono gli imprenditori, sia italiani che svizzeri, a scegliere di fondare fabbriche e manifatture nel luinese.
Verso la fine del XX secolo l'industria entrò in crisi: le aree industriali sono state perlopiù dismesse e dal terzo millennio ha avuto inizio il loro processo di riqualificazione.

### Finanza
Il successo industriale fu altresì alla base della nascita, nel 1883, della Banca Popolare di Luino (divenuta Banca Popolare di Luino e di Varese nel 1941), che divenne uno degli istituti creditizi più potenti e ramificati della Lombardia nord-occidentale. "La Luino", com'era anche nota, nel 1996 venne rilevata da Banca Popolare Commercio e Industria e nel 2003 cessò di esistere come entità autonoma; l'insegna scomparve definitivamente nel 2007 per far spazio a UBI Banca.

### Servizi
Per quanto concerne il settore dei servizi pubblici e privati, Luino si configura quale punto di riferimento principale delle valli circostanti (stazione, banche, ospedale, comune, agenzia delle entrate etc.)

### Turismo
La collocazione lacustre rende Luino una popolare destinazione turistica, con flussi particolarmente forti dalla Svizzera e in generale dall'area linguistica tedesca. Data la limitata capienza delle strutture ricettive, il turismo è affidato essenzialmente al mercato spontaneo delle seconde case.

## Infrastrutture e trasporti

### Strade
Le principali direttrici stradali di Luino sono la strada statale 394 del Verbano Orientale, la strada statale 344 dir Porto Ceresio-Luino e la strada provinciale 69 di Santa Caterina.

### Ferrovie
La stazione di Luino, posta sulla linea Novara–Pino, ha funzione di scalo di frontiera tra Italia e Svizzera: sul suo sedime avviene il cambio di tensione della linea aerea di contatto (dai 3 kV CC italiani ai 15 kV AC svizzeri) ed è dotata di uffici doganali. Vi operano collegamenti regionali svolti da Trenord nell'ambito del contratto di servizio stipulato con la Regione Lombardia, nonché i treni suburbani internazionali eserciti da TILO su tratte italo-elvetiche.
Ricade nel territorio comunale anche la stazione di Colmegna, a servizio dell'omonima frazione.
In passato Luino rappresentò il capolinea nordoccidentale delle ferrovie a scartamento ridotto per Ponte Tresa e per Varese, che si attestavano alle stazioni di Luino Lago, posta nei pressi dell'imbarcadero, e di Luino Scalo.

### Trasporto lacustre
L'Imbarcadero di Luino collega con battelli della società Navigazione Lago Maggiore molte località, anche della sponda piemontese del lago Maggiore. I collegamenti diretti sono più frequenti nel periodo marzo-ottobre, e portano alle località di Cannero Riviera, Cannobio, Locarno e Stresa.

### Mobilità urbana
La città possiede un sistema di autobus urbani, interurbani ed internazionali con la vicina Svizzera.
I servizi di autobus di linea urbani e interurbani sono gestiti dalla società Autolinee Varesine S.r.l per conto del C.T.P.I. (Consorzio Trasporti Pubblici dell'Insubria)

## Amministrazione
Luino ha ottenuto il titolo di città nel 1969, previo decreto del Presidente della Repubblica. Dal 1928 al 1948 ha fatto parte del territorio del comune, a seguito delle ristrutturazioni territoriali comunali operate in periodo fascista anche Germignaga, come già in età napoleonica dal 1809 al 1815. Nel 1955 Luino ha assorbito la frazione di Colmegna (che nel Settecento costituiva il comune di Colmegna con Casneda) dal comune di Maccagno e nel 1928 i comuni autonomi di Brezzo di Bedero (che ha poi riacquisito la sua autonomia) e Voldomino (già annessa in età napoleonica).
Per quanto concerne l'orientamento politico dell'amministrazione comunale, nella cosiddetta Prima Repubblica italiana Luino fu retta essenzialmente da giunte centriste, il cui ultimo esponente fu il liberale Pietro Astini, in carica tra il 1993 e il 1995 e decaduto a seguito delle dimissioni della maggioranza dei consiglieri comunali. La cosiddetta Seconda Repubblica, de facto apertasi con le elezioni del 1996, ha visto invece alternarsi in Municipio diverse liste civiche, più o meno tutte connotate da legami alquanto netti coi partiti politici: a un mandato con una giunta di centrosinistra fece seguito nel 2000 l'inizio dell'egemonia del centrodestra, coi sindaci Gianercole Mentasti e Andrea Pellicini rieletti per due mandati consecutivi ciascuno. Il centrosinistra è poi riuscito a riconquistare il comune nel 2020, quando la lista civica di Enrico Bianchi ha superato i candidati dell'amministrazione uscente, risultati complessivamente maggioritari nel computo dei voti, ma penalizzati dall'essersi presentati (a seguito di lotte intestine) divisi in due formazioni.
| Periodo | Periodo | Primo cittadino     | Partito                         | Carica                  | Note   |
| ------- | ------- | ------------------- | ------------------------------- | ----------------------- | ------ |
| 1993    | 1995    | Pietro Astini       | PLI                             | Sindaco                 | [ 18 ] |
| 1995    | 1996    |                     |                                 | Commissario prefettizio |        |
| 1996    | 2000    | Pietro Tosi         | Liste civiche di centrosinistra | Sindaco                 |        |
| 2000    | 2010    | Gianercole Mentasti | Lista civica di centrodestra    | Sindaco                 |        |
| 2010    | 2020    | Andrea Pellicini    | Lista civica di centrodestra    | Sindaco                 |        |
| 2020    |         | Enrico Bianchi      | Lista civica di centrosinistra  | Sindaco                 |        |

- [19]

### Altre informazioni amministrative
Il comune è sede della Comunità montana Valli del Verbano (precedentemente lo fu della Comunità montana Valli del Luinese) e fa parte della Comunità di lavoro Regio Insubrica, ente di cooperazione transfrontaliera che federa alcune province di Lombardia e Piemonte e il Canton Ticino svizzero.

## Sport
La Pallacanestro Virtus Luino rappresenta cestisticamente la città, partecipando al campionato regionale di Serie C Silver.
Ha sede nel comune la società di calcio del Luino, che ha disputato alcune stagioni di terza serie.